# Hackensack (New Jersey)
Hackensack is een plaats (city) in de Amerikaanse staat New Jersey, en valt bestuurlijk gezien onder Bergen County.

## Demografie
Bij de volkstelling in 2000 werd het aantal inwoners vastgesteld op 42.677.
In 2006 is het aantal inwoners door het United States Census Bureau geschat op 43.671, een stijging van 994 (2.3%).

## Geografie
Volgens het United States Census Bureau beslaat de plaats een oppervlakte van
11,2 km², waarvan 10,7 km² land en 0,5 km² water. Hackensack ligt op ongeveer 35 m boven zeeniveau.

## Plaatsen in de nabije omgeving
De onderstaande figuur toont nabijgelegen plaatsen in een straal van 4 km rond Hackensack.

## Partnerstad
- Passau (Duitsland), sinds 1952

## Geboren
- Kenneth Carroll Parkes (1922-2007), ornitholoog
- Walter Schirra (1923-2007), astronaut
- Philip Carey (1925-2009), acteur
- William Pailes (1952), astronaut
- Chris Smalls (1988), syndicalist
- Connor Jaeger (1991), zwemmer
- Rachel Zegler (2001), actrice en zangeres